# جاناتان گلنفیلد
جاناتان گلنفیلد (انگلیسی: Jonathan Glanfield؛ زادهٔ ۶ اوت ۱۹۷۹) قایقران قایق بادبانی اهل بریتانیا است.